# Jorge, Duque de Kent
Jorge, Duque de Kent (nome completo em português; Jorge Eduardo Alexandre Edmundo; inglês: George Edward Alexander Edmund; Sandrigham, 20 de dezembro de 1902 – Caithness, 25 de agosto de 1942), foi um membro da família real britânica, sendo o quarto filho de rei Jorge V do Reino Unido e da rainha Maria de Teck. Ele era famoso por sua vida amorosa extravagante.
Jorge serviu na Marinha Real Britânica na década de 1920 e, em seguida, brevemente como funcionário público. Ele foi criado duque de Kent em 1934, pouco tempo antes do seu casamento com princesa Marina da Grécia e Dinamarca.
No final da década de 1930, ele serviu como oficial da Força Aérea Real, inicialmente como oficial de estado-maior no Comando de Treinamento da Força Aérea Real e, em seguida, a partir de julho de 1941, como oficial de estado-maior na Seção de Bem-Estar do Estado-Maior do Inspetor Geral da Força Aérea Real. Ele morreu no acidente aéreo de Dunbeath em 25 de agosto de 1942, no qual quatorze dos quinze tripulantes e passageiros foram mortos.

## Nascimento e educação

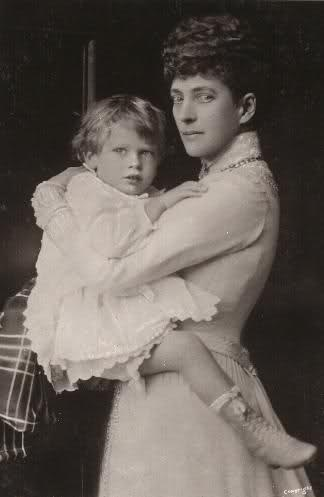
O príncipe Jorge com a avó paterna, a rainha Alexandra, c. 1905

O príncipe Jorge nasceu em 20 de dezembro de 1902 em Chalé Iorque, nas dependências da Casa Sandringham, em Norfolk, Inglaterra. Seu pai era o então príncipe de Gales (mais tarde rei Jorge V), o único filho varão sobrevivente do rei Eduardo VII e da rainha Alexandra. Sua mãe era a princesa de Gales (mais tarde rainha Maria), filha do duque e da duquesa de Teck. Na época de seu nascimento, ele era o quinto na linha de sucessão ao trono, atrás de seu pai e de três irmãos mais velhos: Eduardo, Alberto e Henrique.
Ele foi batizado na capela privada do Castelo de Windsor, a 26 de janeiro de 1903, por Francis Paget, o bispo de Oxford (com água "comum", e não com água do rio Jordão, comummente usada em batizados reais). Seus padrinhos foram: seus avós paternos, o rei Eduardo VII e a rainha Alexandra do Reino Unido, o príncipe Valdemar da Dinamarca, o príncipe Luís de Battenberg, a imperatriz viúva Maria Feodorovna da Rússia e a princesa Helena do Reino Unido.

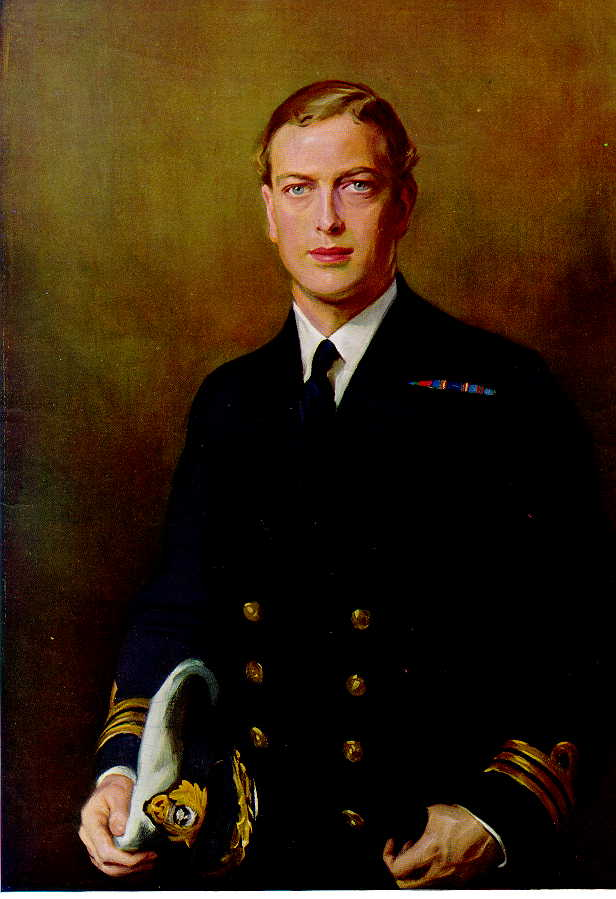
Jorge em 1934 por Philip de László

Inicialmente educado por um tutor, ele e seu irmão, o príncipe Henrique, foram para a Escola Preparatória da Corte de St Peter, em Broadstairs, Kent. Aos treze anos, foi para o colégio naval, primeiro em Osborne e depois em Dartmouth. Jorge continuou na Marinha Real Britânica até 1929. De janeiro a abril de 1931, o príncipe Jorge e seu irmão mais velho, o príncipe de Gales, viajaram 29.000 quilômetros em uma viagem pela América do Sul. Sua viagem de ida foi no transatlântico SS Oropesa. Em Buenos Aires, eles inauguraram uma Exposição do Império Britânico. Eles continuaram do Rio da Prata para o Rio de Janeiro no transatlântico RMS Alcantara e retornaram do Brasil para a Europa no transatlântico RMS Arlanza, desembarcando em Lisboa. Os príncipes retornaram via Paris e um voo da Imperial Airways do Aeroporto de Paris-Le Bourget que pousou especialmente no Grande Parque de Windsor. Depois de deixar a marinha, ele brevemente deteve cargos no ministério das relações exteriores e no ministério do interior tornando-se o primeiro membro da realeza britânica a trabalhar como um cidadão comum.
Em 23 de junho de 1936, Jorge foi nomeado ajudante-de-ordens pessoal de seu irmão mais velho, o novo rei, Eduardo VIII. Após a abdicação de Eduardo VIII, ele foi nomeado ajudante-de-ordens naval pessoal de seu irmão Alberto, agora Jorge VI. Em 12 de março de 1937, ele foi comissionado como coronel no Exército Britânico e no posto equivalente de capitão de grupo na Força Aérea Real. Ele também foi nomeado Coronel-em-Chefe dos Fuzileiros Reais a partir da mesma data.
Foi proposta a concessão do título de Rei da Polônia para Jorge, numa tentativa de restaurar a monarquia polonesa. Em agosto de 1937, o duque e a duquesa de Kent visitaram a Polônia e foram bem recebidos. No entanto, devido à invasão alemã nazista na Polônia durante a Segunda Guerra Mundial, o plano foi abandonado.
Em outubro de 1938, Jorge foi nomeado Governador-geral da Austrália, sucedendo lorde Gowrie, com efeito a partir de novembro de 1939. Em 11 de setembro de 1939, contudo, foi anunciado que, devido à eclosão da Segunda Guerra Mundial, a nomeação seria adiada.
Em 1939, foi eleito grão-mestre da Grande Loja Unida da Inglaterra, um posto que exerceu até sua morte.
Foi patrono da Sociedade de Pesquisa Náutica entre 1926 e 1942.

## Casamento

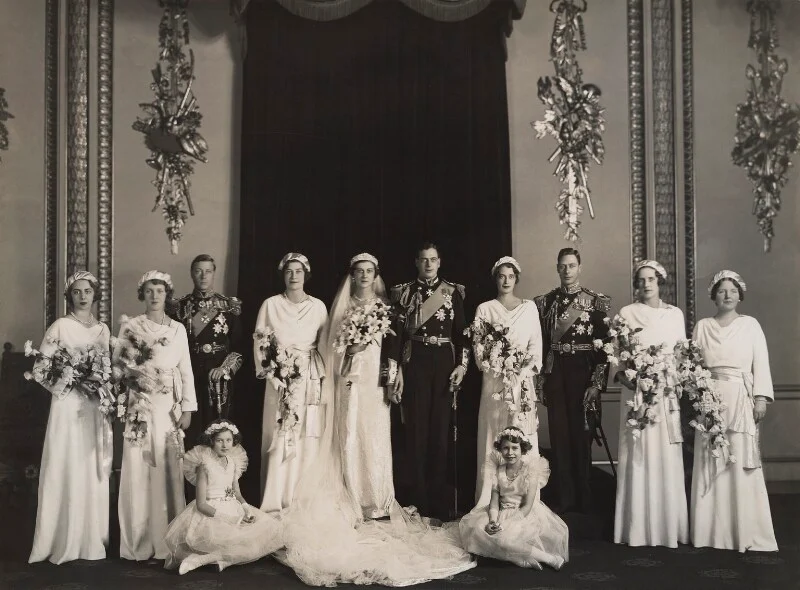
Príncipe George, duque de Kent e princesa Marina, duquesa de Kent (centro)

Em 9 de outubro de 1934, em antecipação ao seu casamento com sua prima de segundo grau, a princesa Marina da Grécia e Dinamarca, ele foi criado duque de Kent, conde de St Andrews e barão Downpatrick. O casamento em rito anglicano foi celebrado em 29 de novembro de 1934 na Abadia de Westminster. Uma cerimônia celebrada em rito ortodoxo grego foi realizada na capela privada do Palácio de Buckingham. O casal teve três filhos:
1. Eduardo (1935), duque de Kent, casou-se com Catarina Worsley em 1961, com descendência;
2. Alexandra (1936), casou-se com Sir Angus Ogilvy em 1963, com descendência;
3. Miguel (1942), casou-se com a baronesa Maria Cristina de Reibnitz em 1978, com descendência.

## Carreira na Força Aérea Real

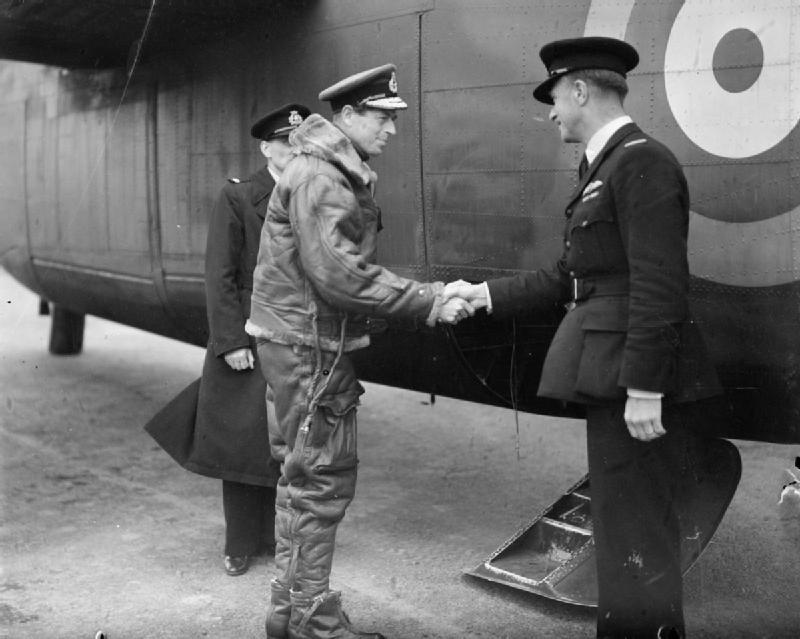
Fotografia de Jorge antes de cruzar o Atlântico por via aérea, c. 1941-1943

Quando jovem, o duque chegou à conclusão de que o seu futuro residia na aviação. Tornou-se sua paixão e, em 1929, o duque obteve sua licença de piloto. Ele foi o primeiro da família real a cruzar o Oceano Atlântico por via aérea. Antes de seus dias de piloto, ele ingressou na Marinha Real e foi treinado em trabalho de inteligência enquanto estava estacionado em Rosyth.
Em março de 1937, ele recebeu uma comissão na Força Aérea Real como capitão de grupo.Ele também foi nomeado Comodoro Aéreo Honorário do Esquadrão Auxiliar da Força Aérea nº 500 (Condado de Kent) em agosto de 1938. Ele foi promovido a vice-marechal do ar em junho de 1939, junto com promoções para bandeira e posto de oficial general nos outros dois serviços.
Em 1939, ele retornou ao serviço ativo como contra-almirante na Marinha Real, mas em abril de 1940, foi transferido para a Força Aérea Real. Ele renunciou temporariamente à sua patente de oficial da aeronáutica para assumir o posto de oficial de estado-maior no Comando de Treinamento da Força Aérea Real na patente de capitão de grupo, para que não fosse superior a oficiais mais experientes. Em 28 de julho de 1941, ele assumiu a patente de comodoro da aeronáutica na Seção de Bem-Estar do Estado-Maior do Inspetor Geral da Força Aérea Real. Nessa função, ele fez visitas oficiais às bases da Força Aérea Real para ajudar a aumentar o moral em tempos de guerra.

## Morte

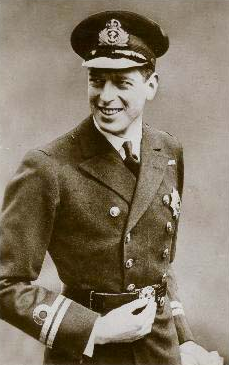
Jorge

Em 25 de agosto de 1942, Jorge e outros 14 militares decolaram no hidroavião da Força Aérea Real Short Sunderland W4026, em Invergordon, para voar para a Islândia em tarefas não operacionais. A aeronave caiu em Eagle's Rock, uma encosta perto de Dunbeath, Caithness, Escócia. Jorge e todos, exceto um, a bordo morreram. Ele tinha 39 anos.
Lynn Picknett e Clive Prince escreveram sobre o acidente em seu livro Double Standards, que foi criticado por sua "implausível imprecisão". Eles alegaram que Kent tinha uma maleta cheia de 100 notas de coroas suecas, sem valor na Islândia, algemadas em seu pulso, levando à especulação de que o voo era uma missão militar para a Suécia, o único lugar onde as notas suecas tinham valor.
A morte de Jorge marcou a primeira vez em mais de 450 anos que um membro da família real britânica morreu em serviço ativo. O corpo do príncipe foi transferido inicialmente para a Capela de São Jorge, no Castelo de Windsor, e foi enterrado no Cemitério Real de Frogmore, diretamente atrás do mausoléu da rainha Vitória. Seu filho mais velho, o príncipe Eduardo, de seis anos, o sucedeu como duque de Kent. A princesa Marina, sua esposa, deu à luz seu terceiro filho, o príncipe Miguel, apenas sete semanas antes da morte do príncipe Jorge. Seu testamento foi selado em Llandudno em 1943. Seu patrimônio foi avaliado em £ 157.735 (ou £ 8,3 milhões em 2023, ajustado pela inflação).
Um membro da tripulação da Força Aérea Real sobreviveu ao acidente: o sargento de voo Andrew Jack, artilheiro de retaguarda do Sunderland. A sobrinha do sargento de voo Jack afirmou que Jack disse ao irmão que o duque estava no controle do avião; que Jack o arrastou do assento do piloto após o acidente; e que havia uma pessoa adicional a bordo do avião cuja identidade nunca foi revelada.

## Romances

Jorge em 1935 por Philip de László

Havia rumores de que Jorge manteve um relacionamento amoroso com Poppy Baring, a estrela musical Jessie Matthews, o escritor Cecil Roberts, a duquesa de Argyll, e o ator Noël Coward. O parceiro de longa data de Coward, Graham Payn, negou que houvesse um envolvimento entre eles. No entanto, os serviços de segurança britânicos teriam relatado que Coward e Jorge foram vistos desfilando pelas ruas de Londres travestidos e, certa vez, foram detidos pela polícia sob suspeita de prostituição. Acredita-se que cartas de amor de Jorge para Coward tenham sido roubadas da casa de Coward em 1942, e que outro punhado de cartas tenha precisado ser recomprado de um prostituto em Paris que o estava chantageando. O próprio Coward admitiu ao historiador Michael Thornton que ambos tiveram "um namorico". Sobre a morte de Jorge em 1942, Coward declarou: "Repentinamente descobri que o amava mais do que sabia".
Rumores adicionais sugeriam que Jorge manteve um caso com seu primo distante, o príncipe Luís Fernando da Prússia, e com o historiador de arte (mais tarde espião soviético) Anthony Blunt.
Supostamente, o duque de Kent tenha sido viciado em drogas, especialmente morfina e cocaína; boato que supostamente se originou a partir de sua amizade com Kiki Preston, a quem conheceu em meados da década de 1920. Alega-se que o príncipe Jorge, juntamente com Kiki, participava de um ménage à trois com o argentino Jorge Ferrara. Outras supostas ligações sexuais incluem José Uriburu, filho do embaixador argentino no Reino Unido, José Uriburu Tezanos.
Em sua tentativa de resgatar o irmão, viciado em cocaína, da influência de Kiki, o príncipe de Gales (mais tarde Eduardo VIII), tentou por algum tempo convencer Jorge e Kiki a interromperem o contato, sem sucesso, contudo. Eventualmente, o príncipe ordenou Jorge a deixar de ver Kiki e também determinou que ela deixasse a Inglaterra, enquanto visitava Jorge no verão de 1929. Durante anos, o príncipe temeu que Jorge pudesse recair no uso de drogas caso mantivesse contato com Kiki. De fato, em 1932, o príncipe Jorge encontrou Kiki inesperadamente em Cannes e precisou ser retirado quase à força.
Por anos discutiu-se que o executivo editorial norte-americano Michael Temple Canfield (1926–1969) era filho ilegítimo do duque de Kent com Kiki Preston. Segundo diversas fontes, tanto o irmão de Jorge, o duque de Windsor, quanto Laura, duquesa de Marlborough, segunda esposa de Canfield, compartilhavam dessa crença. Canfield foi adotado por Cass Canfield, editor norte-americano da Harper & Row. Em 1953, Canfield casou-se com Caroline Lee Bouvier, irmã mais nova de Jacqueline Bouvier, que viria a se casar com o senador e futuro presidente dos Estados Unidos, John F. Kennedy. Canfield e Bouvier divorciaram-se em 1958, e o casamento foi anulado pela Igreja Católica Romana em novembro de 1962.

## Na cultura

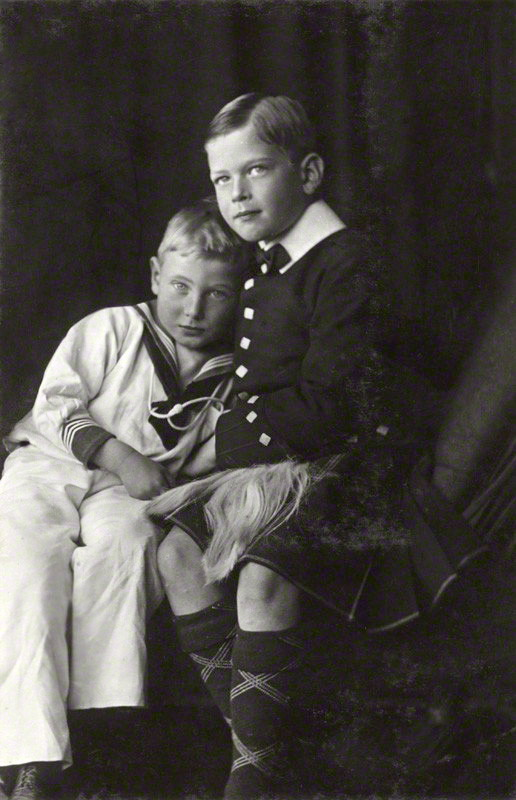
O príncipe Jorge com o irmão, o príncipe João, em 1909

A juventude de Jorge é dramatizada na minissérie televisiva The Lost Prince (2003), de Stephen Poliakoff, uma biografia sobre a vida de seu irmão mais novo, o príncipe João. No filme, o jovem príncipe Georgie é retratado como sensível, inteligente, artístico e quase singularmente solidário com a situação de seu irmão. Ele é mostrado como alguém que detestava seu período no Royal Naval College e que mantinha uma relação difícil com seu austero pai.
Em maio de 2008, a BBC transmitiu o primeiro episódio da segunda temporada da comédia Hut 33, da Radio 4, intitulado "The Royal Visit". O personagem principal convidado desse episódio é o duque de Kent, interpretado por Michael Fenton-Stevens. A trama se passa em Bletchley Park, com uma equipe de decifradores de códigos. O duque é escolhido para fazer uma visita improvisada, e os membros da equipe são instruídos a esconder todas as evidências de seu verdadeiro trabalho e inventar uma história: "Em hipótese alguma o Duque deve saber o que realmente acontece em Bletchley, pois ele é um espião nazista". Ele também é retratado como promíscuo e bissexual, tentando obter favores sexuais de um dos funcionários homens, enquanto uma das personagens femininas relembra um envolvimento anterior com o duque.
Grande parte da vida posterior de Jorge é abordada no documentário The Queen's Lost Uncle. Ele é um personagem recorrente na nova versão da série Upstairs Downstairs (2010-2012), interpretado por Blake Ritson. É retratado como um irmão atencioso, aterrorizado pelos erros que sua família está cometendo; mais adiante, é apresentado como alguém que buscava apaziguar o regime alemão, mas também como um amigo solidário de Hallam Holland.
Jorge e seu irmão mais velho, o príncipe de Gales (mais tarde Eduardo VIII) são retratados na minissérie da BBC Dancing on the Edge (2013), de Stephen Poliakoff, na qual são apresentados como entusiastas do jazz e incentivadores da banda de jazz de Louis Lester. Também é insinuada uma atração sexual de Jorge por Louis.

## Títulos, estilos, honras e brasões

Monograma real de Jorge

### Títulos e estilos
- 20 de dezembro de 1902 — 6 de maio de 1910: "Sua Alteza Real, o Príncipe Jorge de Gales"
- 6 de maio de 1910 — 12 de outubro de 1934: "Sua Alteza Real, o Príncipe Jorge do Reino Unido"
- 12 de outubro de 1934 — 25 de agosto de 1942: "Sua Alteza Real, o Duque de Kent"

### Honras
Reino Unido
- 1923 (investidura em 1924): GCStJ Cavaleiro da Ordem da Jarreteira[63]
- 1935: KT Cavaleiro da Ordem do Cardo[carece de fontes?]
- 1934: GCMG Grã-Cruz da Ordem de São Miguel e São Jorge[64]
- 1924: GCVO Grã-Cruz da Real Ordem Vitoriana[65]
- 1936: Recipiente do Real Colar Vitoriano[66]
- 23 de junho de 1936: ADC Ajudante de ordens pessoal[67]

Estrangeiras:
- 20 de setembro de 1922:  Cavaleiro da Ordem do Elefante[68]
- 20 de dezembro de 1924:  Grã-Cruz da Ordem de Santo Olavo[69]
- 1 de outubro de 1932:  Cavaleiro da Ordem do Serafim[70]
- Grã-Cruz da Ordem do Mérito do Chile[71]
- Março de 1939:  Grã-Cruz da Ordem da Legião de Honra[72]

Honorárias
Canadá
- (1937-1942):  Coronel em chefe, The Essex and Kent Scottish (1942-1968)[73]

Nova Zelândia
- 1938:  Coronel em chefe, Corps of New Zealand Engineers[74]

Reino Unido
- 1935:  Coronel em chefe, The Queen's Own Royal West Kent Regiment[75]
- 1937:  Coronel em chefe, The Royal Fusiliers[76]
- 1938:  Comodoro do ar, Royal Auxiliary Air Force, No. 500 Squadron RAF[77]

### Brasões
| Brasão de Jorge como Duque de Kent | Estandarte de Jorge | Estandarte de Jorge na Escócia |